# Natrium-calciumuitwisselaar
De natrium-calciumuitwisselaar of NCX (Engels: Na+/Ca2+ exchanger of sodium-calcium exchanger) is een eiwit dat in het celmembraan gelegen is en calcium-ionen de cel uit pompt, in ruil voor natrium-ionen. Doordat de natriumionen met hun elektrochemische gradiënt mee bewegen kost dit proces op zichzelf geen energie. De binnengelaten  natriumionen moeten echter wel weer door de natrium-kaliumpomp de cel uit gewerkt worden; een proces dat wel energie kost.
Samen met de sarcolemmale calciumpomp en SERCA zorgt de natrium-calciumuitwisselaar ervoor dat de calciumconcentratie in de cel in rusttoestand veel lager is dan buiten de cel.
De uitwisselaar kan tijdens een actiepotentiaal waarschijnlijk ook in omgekeerde richting werken, dus calcium naar binnen laten. Er worden steeds drie natriumionen (Na+) uitgewisseld tegen één calcium-ion (Ca2+). Per stap wordt dus netto één elementaire lading verplaatst. Daardoor draagt de uitwisselaar ook bij aan de elektrische stroom door het celmembraan.